# Volksbank Wittenberg
Die Volksbank Wittenberg eG ist eine Genossenschaftsbank mit Sitz in der sachsen-anhaltischen Stadt Lutherstadt Wittenberg. 

## Geschichte
Die heutige Volksbank Wittenberg eG wurde am 30. Oktober 1990 nach der deutschen Wiedervereinigung neugegründet. Fakten und Daten zur ehemaligen Geschichte der Bank vor und während ihrer Zeit innerhalb der Deutschen Demokratischen Republik liegen nicht (mehr) vor. Im Jahr 1991 fusionierte die Volksbank Wittenberg eG letztmals mit der Raiffeisenbank Pretzsch eG mit dem Sitz in Pretzsch (Elbe).

## Rechtsverhältnisse
Die Volksbank Wittenberg eG ist im Genossenschaftsregister beim Amtsgericht Stendal unter GnR 1048 eingetragen.

## Organisationsstruktur
Rechtsgrundlagen sind das Genossenschaftsgesetz und die durch die Generalversammlung beschlossene Satzung. Organe der Bank sind der Vorstand, der Aufsichtsrat und die Generalversammlung.

## Sicherungseinrichtung
Die Volksbank Wittenberg eG ist der amtlich anerkannten Sicherungseinrichtung des Bundesverbandes der Deutschen Volksbanken und Raiffeisenbanken GmbH und der zusätzlichen freiwilligen Sicherungseinrichtung des Bundesverbandes der Deutschen Volksbanken und Raiffeisenbanken e.V. angeschlossen.

## Geschäftsausrichtung
Die Volksbank Wittenberg eG betreibt das Universalbankgeschäft. Im Verbundgeschäft arbeitet sie mit der DZ Bank, R+V Versicherung, Bausparkasse Schwäbisch Hall, Teambank, VR Leasing, DZ Hyp und der Union Investment zusammen. 

## Geschäftsgebiet
Das Geschäftsgebiet liegt im Zentrum des Landkreises Wittenberg.
An diesen Orten betreibt die Bank Filialen:
- Lutherstadt Wittenberg (Hauptstelle, jur. Sitz + 1 Geschäftsstelle)
- Zahna (Geschäftsstelle)
- Bad Schmiedeberg (Geschäftsstelle)
- Trebitz (Geschäftsstelle)